# Міське поселення Воскресенськ
Міське поселення Воскресенськ — міське поселення розташовано в Московській області, Воскресенському районі, його основним населеним пунктом є місто Воскресенськ. Чисельність населення станом на 1 січня 2013 року — 95506 чоловік

## Міське поселення
Муніципальне утворення міське поселення Воскресенськ було утворено на підставі закону Московської області від 29 грудня 2004 року «Про статус і межі Воскресенського муніципального району і знов утворених в його складі муніципальних утворень». Головою міського поселення з жовтня 2012 року є Олександр Васильович Квардаков.
Окрім міста Воскресенська до складу міського поселення входять села (в дужках кількість населення станом на 2010 рік): Маришкіно (371), Трофімово (31), Хлопки (60), Чемодурово (1783).
Загальна чисельність населення міського поселення становить 93 тисячі 680 людей, а територія становить 10,5 тис.га.

## Межі міського поселення
Міське поселення Воскресенськ безпосередньо межує з міським поселенням Хорлово та двома сільськими поселеннями: Ашитковським та Фединським, південна частина поселення межує з Коломенським районом.

## Статут міського поселення
Статут міського поселення Воскресенськ було ухвалено 7 липня 2006 року. Закон Московської області від 20 грудня 2008 року «Про розмежування муніципального майна між Воскресенським районом і утвореними поселеннями, які входять до його складу» встановив перелік майна, яке було передано районом міському поселенню Воскресенськ.

## Символіка
Місто Воскресенськ має власний герб і прапор які були затверджені рішенням Ради депутатів міського поселення Воскресенська від 24 жовтня 2008 року. Основою міського герба є зображення фенікса який є символом Воскресіння Христового, що алегорично вказує на назву міського поселення. Основними кольорами міста є золотий, блакитний. Також жовтий і синій є клубними кольорами місцевого хокейного клубу «Хімік».

## Населення
Станом на 2010 населення Воскресенська становило 91464 людини. При цьому у місті суттєво переважає жіноче населення — 50544 (55,3%) проти 40920 чоловіків (44,7%).
Чисельність постійного населення міського поселення Воскресенськ
|                      | Все населення | Міське населення | Сільське населення |
| -------------------- | ------------- | ---------------- | ------------------ |
| На 1 січня 2012 року | 94887         | 92241            | 2646               |
| На 1 січня 2013 року | 95506         | 92856            | 2650               |

## Рада депутатів
Управління міським поселення здійснюється Радою депутатів яка складається з 20 депутатів, які обрані за мажоритарними округами. Головою Ради депутатів є Володимир Володимирович Бормашов.
https://web.archive.org/web/20131020114501/http://www.vosgoradmin.ru/deputies-council/deputies-council/